# Traducció audiovisual
La Traducció audiovisual consisteix en la presentació d'un text, normalment a la part inferior de la pantalla, que s'esforça per reproduir el diàleg original dels parlants i els elements discursius de la imatge tals com lletres, cartells, grafitis i per l'estil i la informació que conté una banda sonora (cançons, veus en off, etc.) En alguns països com ara el Japó, les traduccions apareixen de forma vertical i acostumen a estar situades a la banda dreta de la pantalla. Tots els programes de traducció compten amb gairebé els mateixos elements: la paraula parlada, la imatge i els subtítols. La interacció dels tres elements, conjuntament amb la capacitat de l'espectador de llegir el text i veure la imatge a la mateixa velocitat, a més a més de la mida de la pantalla, determinen les característiques bàsiques del mitjà audiovisual. Els subtítols han d'aparèixer en sincronia amb la imatge i el diàleg per tal de proporcionar un compte del diàleg SL semànticament adequat, i romandre a la pantalla el temps suficient perquè els visionadors siguin capaços de llegir-lo a temps.

## Classificació dels subtítols
Existeixen moltes classes de subtítols, en funció dels criteris pels quals es faran servir. La subtitulació manté una estreta relació amb la tecnologia i un dels principals problemes que es troben amb la idea de trobar una classificació adient per aquesta matèria és la rapidesa amb la que es produeixen els avenços tecnològics. Just quan s'estableix una classificació apareixen nous tipus de subtítols al mercat.

### Paràmetres lingüístics
Aquesta és una de les classificacions més tradicionals i se centra en el vessant lingüístic. Dins d'aquest tipus, podem trobar diversos exemples:

#### Subtítols interlingüístics
1. Per a persones sordes o amb problemes d'audició.
2. Amb propòsits d'aprenentatge lingüístic.
3. Per crear "l'efecte Karaoke".
4. Per a dialectes del mateix idioma.
5. Per a notícies i avisos.

#### Subtítols intelingüístics
1. Per a oients.
2. Per a persones sordes o amb problemes d'audició.

#### Subtítols intralingüístics
La subtitulació intralingüística implica un canvi de la versió oral a l'escrita però es manté sempre dins del mateix idioma, per tant existeix una renúncia d'alguns a anomenar-los traduccions.

### Segons el temps disponible per a la preparació
Dins d'aquest tipus podem desglosar-ne d'altres variants:

#### Subtítols pre-preparats (fora de línea)
1. A oracions completes.
2. Reduits.

#### Subtítols en directe o a temps real (en línea)
1. De creació humana.
2. Traduccions a màquina.

### Segons els paràmetres tècnics
Dins d'aquesta premissa podem trobar una subclassifiació dividida en:
1. Subtítols oberts
2. Subtítols tancats

La principal diferència existent entre aquests dos tipus de subtítols resideix en que al primer tipus, apareixen projectats o "cremats" a la imatge i no es poden desactivar ni eliminar. El programa i els subtítols no poden estas disassociats, erradicant qualsevol possibilitat a l'espectador d'escollir si volen que hi siguin presents o no. En canvi, els subtítols tancats poden afegir-se posteriorment a la imatge mitjançant un programa a l'elecció de l'espectador. En aquest cas els subtítols estan amagats i es poden visionar a través de la correcta descodificació o quan el visionador els connecta mitjançant el seu DVD.

### Segons el mètode de projecció
En aquest paràmetre de classificació es veu reflectida un vessant de la història de la subtitulació molt extens:
1. Subtitulació termal o mecànica
2. Subtitulació fotoquímica
3. Subtitulació òptica
4. Subtitulació Làser
5. Subtitulació electrònica

### Segons la distribució del format
Aquesta última classificació esta relacionada amb el medi utilitzat per la distribució del programa, que condiciona la forma de producció dels subtítols. D'aquesta forma, la subtitulació pot ser creada per a:
1. Cinema
2. Televisió
3. Vídeo VHS
4. DVD
5. Internet
6. Blu-Ray